# Demetri Púgil
Demetri Púgil (en llatí Demetrius, en grec Δημητριος) fou un escriptor gec esmentat com l'autor d'una obra titulada περί διαλέκτου que probablement va escriure sobre Homer.